# Géographie de la Champagne-Ardenne
Pour un article plus général, voir Champagne-Ardenne.
La Champagne-Ardenne est un pays d'eau au relief peu élevé, accentué et varié, plus vallonné dans les Ardennes, la région est allongée sur 350 km. Elle fait office de transition entre le Bassin parisien et l'est de la France, entre l'Europe du Nord et celle du Sud.

## Géographie physique

### Vue d'ensemble
| \| Localisation de la Champagne-Ardenne dans le Monde \| BELGIQUE Lorraine Picardie Bourgogne Croix-Scaille La Marne Ardennes (08) Aube (10) Marne (51) Haute-Marne (52) Charleville-Mézières Troyes Châlons-en-Champagne Reims Chaumont |
| Localisation de la Champagne-Ardenne dans le Monde |

La région est bordée à l'ouest par les plateaux du Tardenois et de la Brie formant une cuesta incurvée à l'est, la côte d'Île-de-France, entre la Seine et l'Oise. À l'est de cette côte s'étend la Champagne crayeuse, bordée à l'est par la Champagne humide.
À l'est de la Champagne humide s’élèvent les hautes terrasses des calcaires jurassiques de la Côte de Champagne : Barrois champenois (culminant à 405 m au mont Gilmont) et Vallage. Au sud-est se trouve le plateau de Langres (450 à 523 m). Ces reliefs ont une géomorphologie de type karstique.
Au sud, la Champagne crayeuse est fermée par le Pays d'Othe.
Enfin, au nord et en bordure de la Belgique wallonne, se situe la partie méridionale du massif ardennais dont le relief est plus accidenté et les hauteurs parmi les plus élevées de la région dominant à 505 mètres au site frontalier de la Croix-Scaille.
En Champagne-Ardenne, la couverture forestière est particulièrement importante avec, entre autres, les massifs boisés des forêts d'Auberive ou d'Arc-en-Barrois.
Quatre grandes vallées alluviales la traversent d’est en ouest : l'Aisne, la Marne, l'Aube et la Seine tandis qu'au nord, la Meuse y a creusé un sillon fluvial étroit parsemé de beaux et profonds méandres.

### Régions naturelles

#### Pays d'Othe champenois

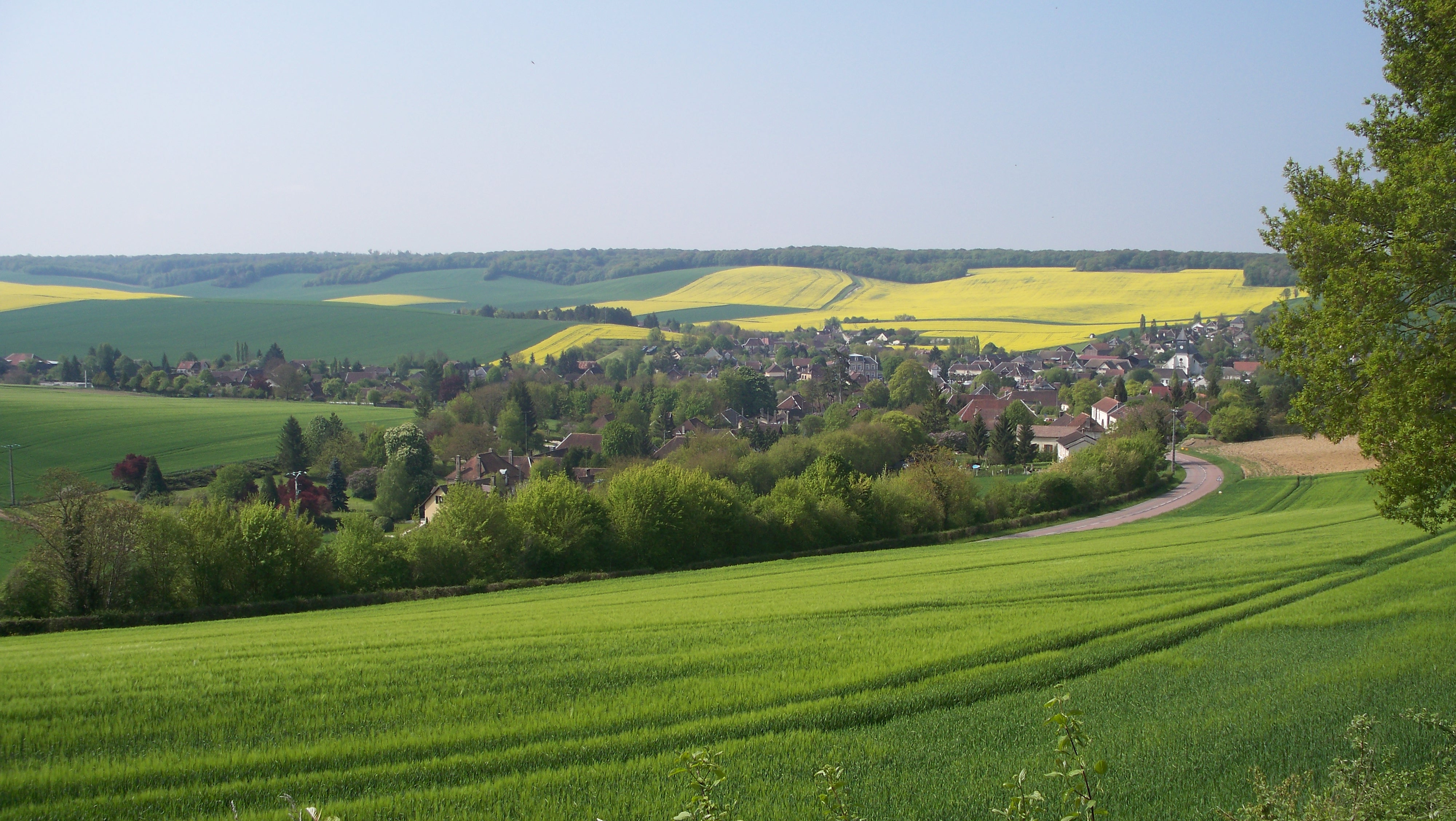
Vauchassis, dans le pays d'Othe.

Le Pays d'Othe est divisé entre l'Aube et l'Yonne, dans le sud-ouest de la Champagne-Ardenne. Situé entre la Champagne crayeuse et le Chaourçois (Champagne humide), il s'élève entre 200 et 300 mètres d'altitude. Il est délimité par quatre vallées et entrecoupé par de nombreuses autres plus petites. Au nord, la Vanne provoque une pente douce du relief du sud-ouest au nord-est. L'Yonne marque la limite occidentale du pays d'Othe et la Seine sa limite orientale.
Les paysages du pays d'Othe sont une succession de forêts, qui recouvrent 43 % de son territoire, et de champs, qui occupent plus de la moitié de sa superficie. Ils constituent un véritable « patchwork ». Les bois se trouvent le plus souvent aux sommets du plateau. Le pays d'Othe est connu pour ses pommiers et son cidre, pour lequel une zone d'appellation d'origine contrôlée est en cours de création, même si aujourd'hui l'activité est nettement moins importante qu'au XIXe siècle. La région se caractérise d'autre part par un climat plus pluvieux que la Champagne crayeuse voisine.

#### Langrois
La micro-région naturelle du Langrois se compose des deux entités suivantes :
- Langrois ouvert ou « Pays de Langres », correspondant à la partie la plus septentrionale du Plateau de Langres où est bâtie la ville et à ses replats constituant un « piémont » accidenté. Ce « piémont », interrompu par des fronts de côtes, forme le haut-bassin versant supérieur de la Marne dont la source vauclusienne est à environ trois kilomètres m au sud de Langres (à Balesmes-sur-Marne). Les retenues du Liez, du Lac de la Mouche et de Charmes régulent l'alimentation en eau du Canal entre Champagne et Bourgogne dont le bief de partage est sur le territoire de la micro-région. Sur environ cinq kilomètres, un tronçon de cette section traverse en tunnel le plateau de Langres sous les territoires des communes de Balesmes-sur-Marne et de Noidant-Chatenoy. Les retenues aménagées, dont le niveau d'eau varie selon les périodes de l'année et les besoins du canal, ont une dynamique hydrologique de type fluvial. À l'étiage estival, des vasières et roselières d'une grande richesse biologique s'installent sur leurs berges. Zone de contact avec les plateaux du Barrois forestier au nord-ouest, la dépression du Bassigny au nord-est, les plateaux de la Saône à l'est et la plaine de Vingeanne au sud, le Langrois ouvert est au centre du « carrefour » constitué par le seuil de Langres. Cette position stratégique est matérialisée par la ceinture de forts construits à l'issue de la guerre franco-prussienne de 1870 pour défendre la position de Langres. La désaffectation militaire de ces ouvrages défensifs en a fait pour certains une station d'hivernage ou d'estivage d'une quinzaine d'espèces de chauves-souris, leur inscription au Réseau Natura 2000 étant justifiée par la présence de cinq espèces menacées.
- Langrois forestier à l'ouest du précédent, zone de contact entre l'extrémité septentrionale du Plateau de Langres et les plateaux du Barrois forestier au nord ainsi que la Côte des Bar à l'ouest. Ce karst de calcaires durs est creusé notamment par le haut-cours supérieur de l'Aube et celui de l'Aujon, un de ses principaux affluents, ainsi que par celui de la Vingeanne. Les étroites gorges de cette dernière entaillent une reculée d'envergure exceptionnelle pour l'orographie du Plateau de Langres. Ces cours d'eau et leurs abords ainsi que les massifs forestiers tel que celui d'Arc en limite du Barrois forestier et les pelouses des quelques secteurs ouverts de la micro-région sont des biotopes de tout premier ordre, une dizaine de sites relevant du Réseau Natura 2000. Avec une altitude d'environ 523 m au sommet du Haut-de-Baissey, le relief du Langrois forestier est le plus élevé de l'arrondissement.

#### Plaine de Vingeanne
La « Plaine de Vingeanne » est une vallée agricole large de quelques kilomètres parcourue par la rivière éponyme et le ru de Chassigny. Cette plaine, ponctuée de quelques buttes-témoins, marque une séparation entre le Plateau de Langres à l'ouest et au nord-ouest, les digitations méridionales des plateaux de la Saône au nord-est (Apance-Amance) ainsi que le plateau de Champlitte à l'est. S'ouvrant vers le sud, elle constitue en outre le seul couloir de communication naturel d'importance entre la haute-plaine de Saône au sud et la haute-vallée de la Marne au nord. Cette topographie lui vaut notamment d'être traversée par le Canal entre Champagne et Bourgogne dont la retenue de Villegusien régule l'alimentation en eau.

### Hydrographie
L'eau est omniprésente dans la région avec le pays des Étangs au sud de l'Argonne, le lac du Der-Chantecoq, lac du Temple, lac d'Orient et les vallées fluviales comme les vallées  de l'Ornain, de la Marne, de l'Aube et de la Seine). Les réservoirs de la forêt d’Orient et du Der-Chantecoq sont par ailleurs utilisés comme régulateurs des débits fluviaux de la Seine. Enfin, la vallée de l'Aisne est située entre l'Argonne et la Champagne dite crayeuse.

Le plateau de Langres correspond également à la ligne de partage des eaux entre les bassins de la Manche et ceux de la mer Méditerranée. La Seine, l'Aube, la Marne et la Meuse y prennent par ailleurs leur source.

### Climat
Le climat de la région est d'ordre « tempéré océanique humide » (Cfb) d'après la Classification de Köppen. Les hivers peuvent donc se révéler vifs et les étés secs et parfois orageux. Les précipitations sont modérées (entre 550 et 700 mm par an). Néanmoins, il peut pleuvoir jusqu’à 800 mm dans la Côte des bar, jusqu'à 950 mm dans la Champagne humide et jusqu'à 1 200 mm par an dans les Ardennes et les plateaux de la Haute-Marne.

## Géographie humaine

### Géographie politique et électorale
La Champagne-Ardenne reprend principalement les traits de l'ancienne généralité de Châlons. Cependant, elle ne correspond pas totalement à la Champagne historique. Celle-ci comprenait le sud de l'Aisne, autour de Château-Thierry, ainsi qu'une partie de la Brie aujourd'hui intégrée en Seine-et-Marne, notamment Provins. Par ailleurs, le nord des Ardennes et une partie du sud de la Haute-Marne, autour d'Arc-en-Barrois, ne faisaient pas partie de la généralité de Châlons,.
La circonscription d'action régionale Champagne est créée par décret en 1960. Elle se compose alors de quatre départements : les Ardennes, l'Aube, la Marne et la Haute-Marne. Ces limites sont conservées lors de la création de la région Champagne-Ardenne en 1982. La région est actuellement divisée en 1 949 communes, réparties ou partagées en 146 cantons, eux-mêmes rassemblés dans 15 arrondissements.
Actuellement, le canton est la circonscription d'élection du conseiller général. À la suite des élections cantonales de 2011, la grande majorité des cantons de la région (65,8 %) sont à droite. Cependant, on distingue des zones où la gauche est mieux implantée : la vallée de la Meuse, le bassin rémois, la vallée de la Marne et dans une moindre mesure les agglomérations de Romilly et de Troyes. Cette logique se retrouve en partie dans les circonscriptions législatives formées à partir des cantons : seule la circonscription du nord des Ardennes, sur les 14 de Champagne-Ardenne, est détenue par un député socialiste. Cela reflète également la géographie électorale locale : le nord des Ardennes est plus à gauche que le reste de la région.

### Répartition de la population

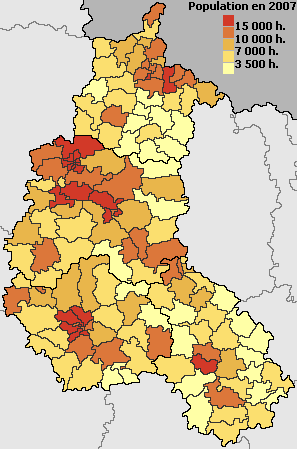
Population des cantons de Champagne-Ardenne en 2007.

En 1851, les Ardennes étaient le département le plus densément peuplé de la région avec 63 habitants au kilomètre carré ; les autres se situant entre 43 et 46. Cependant, en 2007, la répartition de la population a nettement changé et les écarts se sont creusés, d'abord entre les départements. La Marne qui ne représentait que 30 % de la population régionale pèse aujourd'hui pour plus de 42 %. Par ailleurs, elle est le département le plus dense avec près de 70 hab./km2 contre 55 pour les Ardennes, 50 pour l'Aube et seulement 30 pour la Haute-Marne. Avec à peine 52 habitants par kilomètre carré, la Champagne-Ardenne est l'une des régions les moins denses de l'Union européenne. Elle est d'ailleurs deux fois moins densément peuplée que la moyenne française et fait partie de la « diagonale du vide ».
Si vers 1850, 80 % de la population était rurale, aujourd'hui plus de 6 champenois sur dix sont urbains. Ainsi, la moitié des communes de la région comptent moins de  200 habitants, soit 971 sur 1949, et 1545 comptent moins de 500 habitants. Les communes de 5 000 habitants où plus sont au nombre de 29. Elles ne représentent que 1,5 % des communes alors qu'elles concentrent près de 45 % de la population totale de la région. Ces communes se situent notamment dans la vallée de la Meuse, de la Marne, ainsi qu'autour des trois principaux pôles régionaux : Reims, Troyes et Châlons-en-Champagne.
Dans l'unique région de France à perdre des habitants, ce sont principalement les villes qui voient leur population décroitre (hormis l'agglomération troyenne). Ces pertes se traduisent en grande partie par la croissance de petites communes situées en périphéries des grandes villes, jusqu'à 50 km, grâce aux bonnes infrastructures de la région. On assiste également à une dualité entre une partie occidentale de la Champagne-Ardenne, tournée vers l'Île-de-France, qui voit sa population croitre et une partie orientale, davantage orientée vers les régions de l'Est, qui est démographiquement déprimée.